# Sarah Gilbert
Sarah Catherine Gilbert (abril de 1962) és una experta en vacunes britànica, professora de vacunologia a la Universitat d'Oxford i cofundadora de Vaccitech. Està especialitzada en el desenvolupament de vacunes contra la grip i els patògens virals emergents. Va liderar el desenvolupament i les proves de la vacuna universal contra la grip, que es va sotmetre a assajos clínics el 2011.
És una de les persones que ha estat treballant a aconseguir una vacuna per la COVID-19 i el 30 de desembre de 2020, la vacuna Oxford-AstraZeneca COVID-19 que va desenvolupar conjuntament amb l'Oxford Vaccine Group va ser aprovada per al seu ús al Regne Unit.

## Biografia
Va estudiar en l'institut de Kettering, on es va adonar que volia treballar en medicina. Es va graduar en Ciències Biològiques, per la Universitat d'Anglia de l'Est, i va realitzar el seu doctorat a la Universitat de Hull, on es va centrar en bioquímica. Després d'obtenir el seu doctorat, va treballar com a investigadora post-doctoral en la indústria. Va començar la seva carrera en la Brewing Industry Research Foundation abans de mudar-se al Leicester Biocentre. Finalment, es va unir a Delta Biotechnology, una companyia biofarmacèutica que fabrica medicaments en Nottingham.

## Trajectòria com a investigadora
L'any 1994, va tornar a la universitat, i va entrar al laboratori d'Adrian V. S. Cerro. La seva recerca inicial va considerar les interaccionis hoste-paràsit en la malària. Va ser nomenada lectora en vacunologia a la Universitat d'Oxford en el 2004. Va ser nomenada professora en l'Institut Jenner, en el 2010. Amb el suport de Wellcome Trust, va començar a treballar en el disseny i la creació de noves vacunes contra la grip. En particular, la seva recerca considera el desenvolupament i les proves preclíniques de vacunes virals, que incorporen una proteïna patògena dins d'un virus segur. Aquestes vacunes virals indueixen una resposta de cèl·lules T, que pot usar-se contra malalties virals, contra la malària i el càncer.

### Vacuna universal de la grip

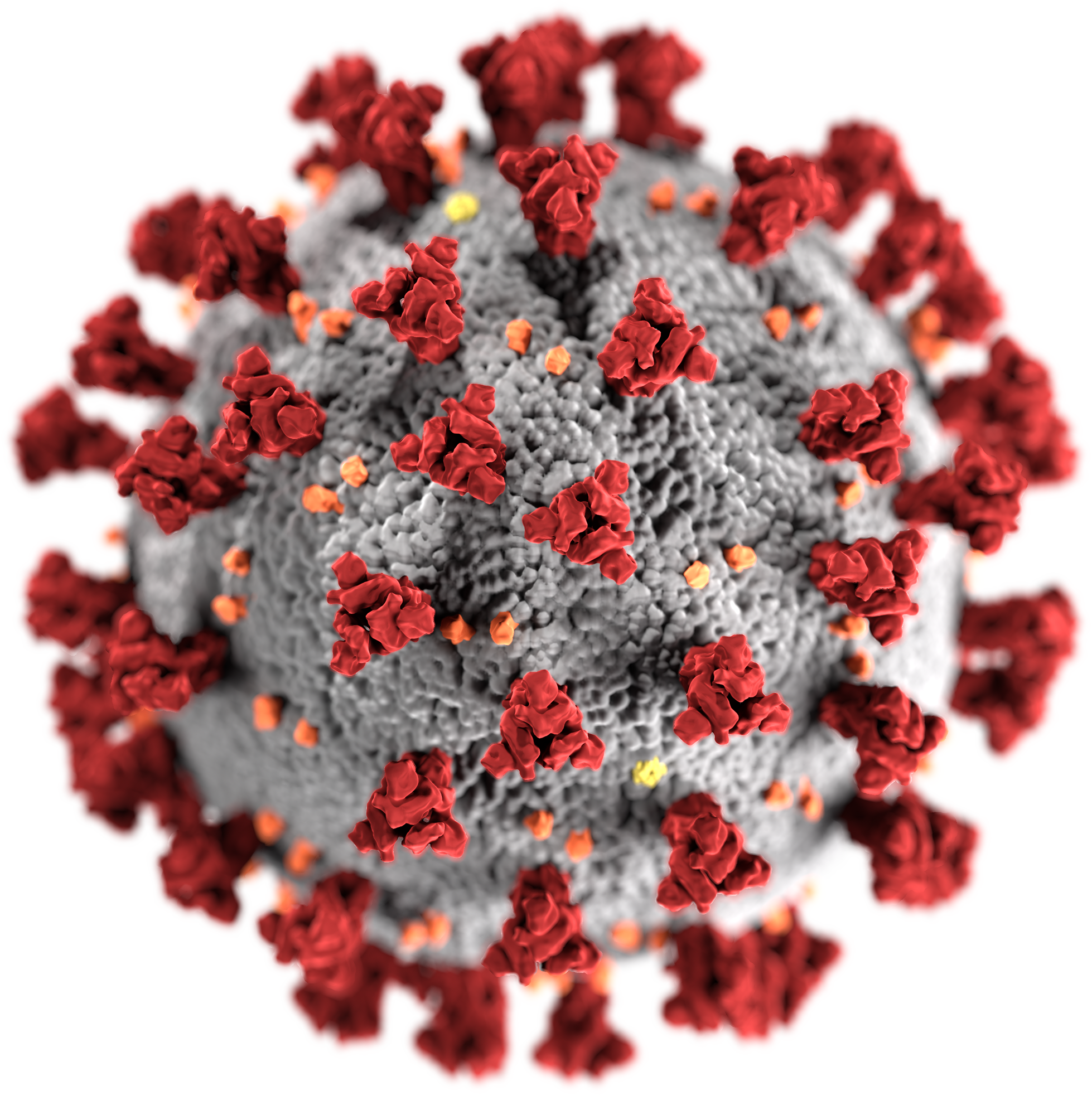
Representació gràfica de la síndrome respiratòria aguda sever coronavirus 2 (SARS-CoV-2), creat pels Centres per a Control de Malaltia i Prevenció, que revela la morfologia ultraestructural exhibida pels coronavirus.

Va participar en el desenvolupament i les proves de la vacuna universal contra la grip. A diferència de les vacunes convencionals, la vacuna universal contra la grip no estimula la producció d'anticossos, sinó que activa el sistema immunitari per crear cèl·lules T que són específiques per a la grip. Utilitza una de les proteïnes centrals (nucleoproteïna i proteïna de matriu 1) dins del Influenzavirus A, no les proteïnes externes que existeixen en la capa externa. A mesura que el sistema immunitari s'afebleix amb l'edat, les vacunes convencionals no són efectives per a les persones majors. La vacuna universal contra la grip no necessita ser refeta cada any i evita que les persones necessitin una vacuna contra la grip estacional. Les seves primeres proves clíniques en el 2008 van usar el virus Influenza A subtipus H3N2, monitoritzant diàriament els símptomes de les persones pacients. Va ser el primer estudi que va mostrar que era possible estimular les cèl·lules T en resposta a un virus de la grip, i que aquesta estimulació protegiria a les persones de contreure la grip. La seva recerca va demostrar que el vector adenovirus ChAdOx1 pot usar-se en vacunes que protegeixen contra la Síndrome Respiratòria d'Orient Mitjà (MERS) a ratolins i capaços d'induir resposta immunitària contra MERS en humans. El mateix vector també es va usar per crear una vacuna contra Nipah que va ser efectiva en hàmsters (però mai es va provar en humans), a més d'una vacuna potencial per a la febre de la Vall del Rift que protegia a ovelles, cabres i bestiar (però no es va provar en éssers humans).

### Vacuna per a la COVID-19
Ha participat en el desenvolupament d'una nova vacuna per protegir contra el coronavirus des del començament de la pandèmia de malaltia per coronavirus 2019-2020. Lidera el treball sobre aquesta vacuna juntament amb Andrew Pollard, Teresa Lambe, Sandy Douglas, Catherine Verd i Adrian Cerro. Igual que amb el seu treball anterior, la vacuna COVID-19 utilitza un vector adenoviral, que estimula una resposta immunitària contra la proteïna espiga del coronavirus. Es van anunciar plans per començar estudis en animals el març de 2020, i es va iniciar el reclutament de 510 participants humans per a un assaig de fase I / II el 27 de març. A l'abril de 2020, es va informar que Gilbert va dir que la seva bovina candidata podria estar disponible per a setembre de 2020; no obstant això, es requeriria un finançament de més de 100 milions de lliures esterlines per a juny per aconseguir-ho, havent començat amb un finançament de més de 500,000 lliures fins avui, de fonts com la Coalició per a les Innovacions en Preparació per a Epidèmies. El 30 de desembre de 2020, la vacuna Oxford-AstraZeneca COVID-19 que va desenvolupar conjuntament amb l'Oxford Vaccine Group va ser aprovada per al seu ús al Regne Unit.

## Reconeixements
Premi Princesa d'Astúries d'Investigació Científica i Tècnica de 2021.
El juny de 2021 va viure una escena inèdita quan va rebre del públic una ovació emocionada a les pistes del Torneig de Tennis de Wimbledon, on havia estat convidada juntament amb altres treballadors involucrats en la creació de la vacuna.

## Obres
Gilbert té un Índex-h de 80 a Google Scholar.
- Schneider, Jörg; Gilbert, Sarah C.; Blanchard, Tom J.; Sinden, Robert; Robson, Kathryn J. «Enhanced immunogenicity for CD8+ T cell induction and complete protective efficacy of malaria DNA vaccination by boosting with modified vaccinia virus Ankara». Nature Medicine, 4, 4, 1998, pàg. 397–402. DOI: 10.1038/nm0498-397. ISSN: 1078-8956.
- McShane, H; Pathan, A A; Sander, C R; Hill, A V S; Gilbert, S C «Erratum: Recombinant modified vaccinia virus Ankara expressing antigen 85A boosts BCG-primed and naturally acquired antimycobacterial immunity in humans». Nature Medicine, 10, 12, 12-2004, pàg. 1397–1397. DOI: 10.1038/nm1204-1397a. ISSN: 1078-8956.
- McConkey, Samuel J.; Reece, William H. H.; Moorthy, Vasee S.; Blanchard, Tom J.; Dunachie, Susanna «Enhanced T-cell immunogenicity of plasmid DNA vaccines boosted by recombinant modified vaccinia virus Ankara in humans» (en anglès). Nature Medicine, 9, 6, 2003, pàg. 729–735. DOI: 10.1038/nm881. ISSN: 1546-170X.
- Gilbert, S. C. «Association of Malaria Parasite Population Structure, HLA, and Immunological Antagonism». Science, 279, 5354, 20-02-1998, pàg. 1173–1177. DOI: 10.1126/science.279.5354.1173. ISSN: 0036-8075.

## Vida personal
Gilbert va tenir trigèmins l'any 1998. La seva parella va deixar la seva carrera per a ser-ne el cuidador principal.